# Calamus unifarius
Calamus unifarius är en enhjärtbladig växtart som beskrevs av Hermann Wendland. Calamus unifarius ingår i släktet Calamus och familjen Arecaceae.

## Underarter
Arten delas in i följande underarter:
- C. u. pentong
- C. u. unifarius